# بابلو سيلفا
بابلو سيلفا (بالإسبانية: Pablo Silva) هو لاعب كرة قدم أوروغواياني، ولد في 6 نوفمبر 1984 في مونتيفيديو في الأوروغواي. لعب مع ديبورتيفو مالدونادو.

## وصلات خارجية
- بابلو سيلفا على موقع قاعدة بيانات كرة القدم.إي يو (الإنجليزية)
- بابلو سيلفا على موقع Soccerway.com (الإنجليزية)